# Roco (banda)

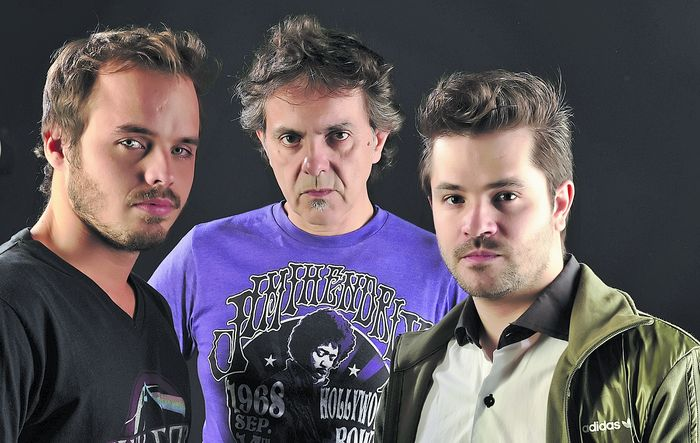
Banda RoCo. Integrada por Benjamín Rojas, Willie Lorenzo y Felipe Colombo.

RoCo fue una banda de pop-rock argentina, integrada por Felipe Colombo y Benjamín Rojas (exintegrantes de la banda Erreway) y el excoro y entrenador vocal de la misma, Willie Lorenzo, que se forma en junio del 2012, cuando son invitados a tocar en la Feria Puro Diseño. Desde entonces, el grupo fue convocado por reconocidas marcas para participar en distintos eventos, con un repertorio de canciones de “Led Zeppelin”, “Stevie Wonder” y “The Beatles”, entre muchos otros artistas.

## Historia
RoCo, es el resultado de la gran amistad que une a sus miembros desde hace más de 10 años, además de la pasión por la música. Benjamín y Felipe fueron protagonistas de la exitosa serie Rebelde Way creada por la productora Cris Morena, que se emitió en más de 25 países, y formaron parte de Erreway. Allí, conocieron a Willie, su profesor de canto y guitarra, que los acompañó (guitarra, coros y entrenador vocal), en las giras por Perú, España e Israel. 
Luego, cada uno siguió estudiando y trabajando por su lado, hasta que un día se plantearon aventurarse en un nuevo proyecto musical denominado RoCo (que compone con los apellidos Rojas y Colombo).
En el 2013, el grupo decide lanzar de manera independiente, su primer EP con cinco temas inéditos. El primer corte de difusión titulado “Pasarán Años” fue lanzado el 3 de mayo de 2013 durante una twitcam realizada por la banda. Este primer sencillo fue producido, grabado, mezclado y masterizado en los estudios 3musica Producciones, de la Ciudad de Buenos Aires, y contó con la colaboración de destacados músicos: “Gustavo Novello”, “Peter Akselrad”, “Laura Corazzina” y “Luis Burgio”. Asimismo, su videoclip fue realizado en el imponente Pasaje Dardo Rocha de la ciudad de La Plata (espacio cedido por la Secretaría de Cultura de La Plata) con idea original de RoCo, producción general de Idealismo Contenidos y bajo la dirección de “Mariano Hueter”. El lanzamiento mundial del vídeoclip fue el 16 de mayo de 2013 en el Bar “Bajo Tribuna” de Palermo, (Buenos Aires) y publicado ese mismo día en su canal de YouTube.

## Discografía
Singles
- Pasarán años
- Como baila la novia

## Conciertos
| Fecha                    | Ciudad       | Lugar                    |
| ------------------------ | ------------ | ------------------------ |
| 17 de junio de 2012      | Buenos Aires | Puro Diseño              |
| 18 de julio de 2012      | Buenos Aires | Asia de Cuba             |
| 21 de septiembre de 2012 | San Nicolas  | Spring Fest Evolution    |
| 23 de septiembre de 2012 | La Plata     | Certamen Reina Primavera |
| 4 de octubre de 2012     | Buenos Aires | Bajo Tribuna             |
| 14 de noviembre de 2012  | Buenos Aires | Asia de Cuba             |
| 16 de noviembre de 2012  | Buenos Aires | McDonald´s Olivos        |
| 16 de noviembre de 2012  | Buenos Aires | McDonald´s Nuñez         |
| 6 de diciembre de 2012   | Buenos Aires | INK Disco                |
| 7 de diciembre de 2012   | Buenos Aires | Palacio Paz              |
| 9 de diciembre de 2012   | La Plata     | Plaza Moreno             |
| 14 de diciembre de 2012  | Buenos Aires | Auditorio Belgrano       |
| 16 de mayo de 2013       | Buenos Aires | Bajo Tribuna             |